# Santana do Livramento
Santana do Livramento és un municipi brasiler del sud-oest de l'estat de Rio Grande do Sul. Forma part de la microrregió de la Campanha central i s'ubica a 487 km a l'oest de Porto Alegre, capital estatal. Es troba a una latitud de 30° 53′ 39″ sud i a una longitud de 55° 32′ 11″ oest, a una altitud de 208 metres. Té una població aproximada de 83.478 habitants, per a una superfície de 6.950 km².
El municipi fa frontera amb l'Uruguai, concretament amb la ciutat de Rivera, en el tram conegut com la "Frontera de la Pau".